# Траян Димковски
Траян Димковски (на македонска литературна норма: Трајан Димковски) е политик, министър на земеделието, горите и водното стопанство на Република Северна Македония от 26 юни 2019 година до 30 август 2020 г.

## Биография
Роден е на 8 ноември 1967 г. в Куманово. Завършва инженерство в Земеделския факултет на Скопския университет. От 1996 до 2001 г. е мениджър на сдружение на земеделски производители в Куманово. От 2001 до 2007 г. е координатор на два проекта за „Поддръжка на земеделски производители в Република Македония“. Между 2007 и 2012 г. е изпълнителен директор на Федерацията на фермерите в Република Македония (ФФРМ). От 2013 до 2017 г. е председател на Управителния съвет на ФФРМ. През 2015 г. е назначен за съветник на министъра на земеделието Люпчо Николовски. От 2017 до март 2019 г. е началник на неговия кабинет. През март е назначен за директор на сектор Развитие на селските райони в Министерството на земеделието, горите и водното стопанство. От 26 юни 2019 г. е министър на замеделието, горите и водното стопанство. Мандатът му приключва на 30 август 2020 г.